# Volksbund (Schweiz)

Flagge der NSSAP

Der Volksbund – ab 1935 Nationalsozialistische Schweizerische Arbeiterpartei (NSSAP) – war eine von 1933 bis 1938 bestehende, rechtsextreme schweizerische Partei. Sie gehörte der Frontenbewegung an.

## Geschichte
Am 5. Oktober 1933 lösten sich Teile der Ortsektionen von Basel und Solothurn von der Nationalen Front und gründeten den Volksbund. Ihnen schlossen sich Gruppen aus den Kantonen Bern, Aargau und Luzern an. Zum Gauführer von Basel und Solothurn wurde Major Ernst Leonhardt ernannt. Weitere Führungspersonen waren Oberst Emil Sonderegger und Hans Bosshard.
Am 11. März 1934 kam es zur Spaltung des Volksbundes. Sonderegger und Bosshard schlossen sich der Volksfront an. Im August 1934 traten Mitglieder des Nationalsozialistischen Eidgenössischen Kampfbunds dem Volksbund bei. Im Februar 1935 traten alle Mitglieder der Nationalsozialistischen Eidgenössischen Arbeiterpartei (NSEAP) / Bund Nationalsozialistischer Eidgenossen (BNSE) dem Volksbund bei. Der Volksbund benannte sich um und hiess danach Nationalsozialistische Schweizerische Arbeiterpartei (NSSAP).
Ab dem 15. November 1935 verboten die Behörden der Kantone Basel, Zürich und St. Gallen den öffentlichen Verkauf der Parteizeitung; das Blatt wurde nur noch per Post verschickt. Im Oktober 1938 verbot der Bundesrat die Kundgebungen der NSSAP. Am 10. November 1938 wurde die Parteizeitung der NSSAP verboten. Am 10. Dezember 1938 löste Leonhardt die NSSAP auf. Im März 1939 flüchtete Leonhardt in das Deutsche Reich. Im November 1939 kam es zu einem Prozess vor dem Bundesgericht gegen ehemalige Mitglieder der NSSAP, der mit Gefängnisstrafen von einem halben bis einem Jahr endete.

## Politische Ausrichtung
Der Volksbund vertrat eine besonders deutschlandfreundliche Politik und war stark antisemitisch.